# غاستون غونزاليس
غاستون غونزاليس (بالإسبانية: Gastón González)‏ هو لاعب كرة قدم أرجنتيني في مركز الوسط، ولد في 27 يونيو 2001 في الأرجنتين. لعب مع يونيون دي سانتا في.

## وصلات خارجية
- غاستون غونزاليس على موقع الدوري الأمريكي (الإنجليزية)
- غاستون غونزاليس على موقع قاعدة بيانات كرة القدم.إي يو (الإنجليزية)
- غاستون غونزاليس على موقع Soccerway.com (الإنجليزية)